# Arié Dzierlatka
Arié Dzierlatka est un compositeur et musicien de film belgo-suisse, né en 1933 à Anvers de parents polonais, et mort le 27 janvier 2015 à Genève.

## Biographie
Arié Dzierlatka a fait ses études musicales à Genève et à Paris, notamment sous la direction de Tony Aubin.
Il est occasionnellement dessinateur et illustrateur.

## Filmographie
Musicien
- 1972 : L'Amour l'après-midi d'Éric Rohmer
- 1975 : Passion et mort de Michel Servet de Claude Goretta (téléfilm)
- 1975 : Pas si méchant que ça de Claude Goretta
- 1977 : Repérages de Michel Soutter
- 1978 : Les Chemins de l'exil ou les Dernières Années de Jean-Jacques Rousseau de Claude Goretta (téléfilm)
- 1979 : Messidor d'Alain Tanner
- 1980 : Mon oncle d'Amérique d'Alain Resnais, cocompositeur avec Thierry Fervant
- 1981 : La Provinciale de Claude Goretta
- 1981 : Les Années lumière d'Alain Tanner
- 1982 : A contratiempo (es)  d'Óscar Ladoire (es)
- 1982 : Une faiblesse passagère (téléfilm)
- 1983 : La Mort de Mario Ricci de Claude Goretta
- 1987 : La Vallée fantôme d'Alain Tanner
- 1991 : L'Homme qui a perdu son ombre d'Alain Tanner
- 1991-1996 : trois épisodes de la série Maigret (Nos 1, 7 et 24)
- 1993 : Le Journal de Lady M. d'Alain Tanner
- 1993 : Le Cahier volé de Christine Lipinska
- 1996 : Le Dernier Chant de Claude Goretta (téléfilm)

## Publications
- Pierre Souvestre, Marcel Allain, Fantômas, L'Évadée de Saint Lazare, illustrations d'Arié Dzierlatka, Éditions Robert Laffont, Paris, 1971 Illustrations d'Arié Dzierlatka
- Arié Dzierlatka, Les Aventures du petit Noé, roman illustré, Éditions Zoé, 1979 (OCLC 81907178)